# Groupe confédéral d'Unidas Podemos-En Comú Podem-Galicia en común au Congrès des députés
Le groupe confédéral d'Unidas Podemos-En Comú Podem-Galicia en común au Congrès des députés (en espagnol : Grupo Confederal Unidas Podemos-En Comú Podem-Galicia en común), abrégé en GC-UP-ECP-GeC, est un groupe parlementaire espagnol de gauche constitué au Congrès des députés, chambre basse des Cortes Generales, entre 2016 et 2023.

## Historique

### Disparition
Dans la perspective des élections générales anticipées du 23 juillet 2023, les partis constituant Unidas Podemos forment avec d'autres forces politiques la coalition Sumar. À l'issue du scrutin, ils constituent le groupe plurinational Sumar (GPP-SMR), que Podemos quitte en décembre 2023.

### Effectifs
| Dénomination                                               | Législature | Années                | Représentation | Porte-parole                |
| ---------------------------------------------------------- | ----------- | --------------------- | -------------- | --------------------------- |
| Podemos-En Comú Podem-En Marea                             | XIe         | janv. 2016-mai 2016   | 65 / 350       | Íñigo Errejón               |
| Confédéral d'Unidos Podemos-En Comú Podem-En Marea         | XIIe        | juill. 2016-mars 2019 | 67 / 350       | Íñigo Errejón Irene Montero |
| Confédéral d'Unidas Podemos-En Comú Podem-Galicia en Común | XIIIe       | mai 2019-sept. 2019   | 42 / 350       | Irene Montero               |
| Confédéral d'Unidas Podemos-En Comú Podem-Galicia en Común | XIVe        | déc. 2019-mai 2023    | 35 / 350       | Pablo Echenique             |

### Porte-parole
| Début           | Fin             | Porte-parole    |
| --------------- | --------------- | --------------- |
| 13 janvier 2016 | 18 février 2017 | Íñigo Errejón   |
| 18 février 2017 | 14 janvier 2020 | Irene Montero   |
| 14 janvier 2020 | 17 août 2023    | Pablo Echenique |